# رود سمارت
رود سمارت (بالإنجليزية: Rod Smart)‏ هو لاعب كرة قدم أمريكية أمريكي، ولد في 9 يناير 1977 في ليكلاند في الولايات المتحدة.

## وصلات خارجية
- رود سمارت على موقع مرجع كرة القدم المحترفة.كوم (الإنجليزية)